# چرخ‌وفلک ناپل
چرخ‌وفلک ناپل (به ایتالیایی: Carosello napoletano) فیلمی ایتالیایی در سبک کمدی به کارگردانی اتوره جانینی محصول سال ۱۹۵۴ است. این فیلم به جشنواره فیلم کن ۱۹۵۴ راه یافت و در آنجا برنده جایزه بین‌المللی شد.